# توم شيلينج
توم شيلينج (بالألمانية: Tom Schilling) هو ممثل ألماني، وُلد في العاشر من شهر فبراير عام 1982.

## حياته

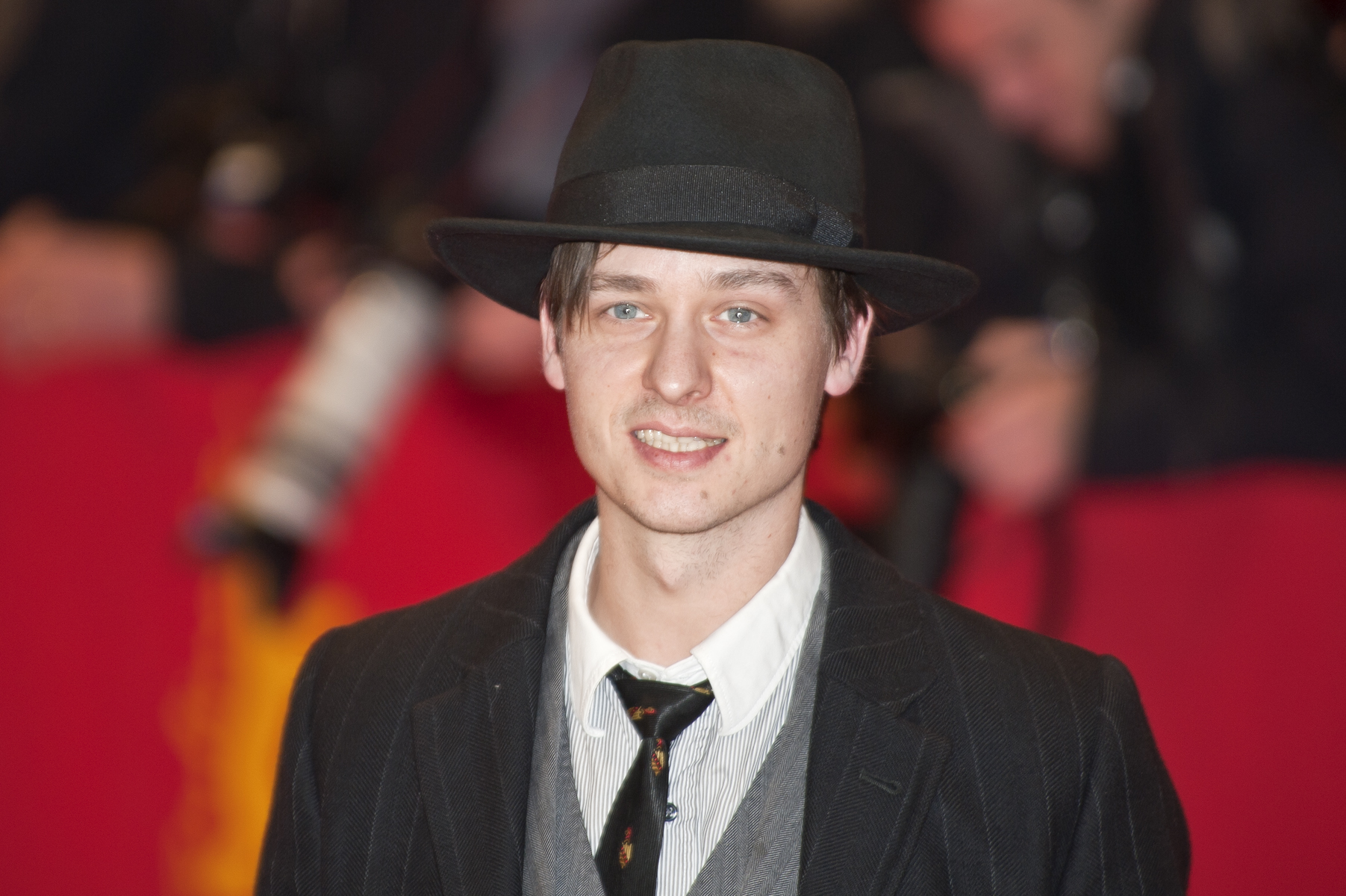
توم شيلينج في مهرجان برلين السينمائي عام 2011

نشأ توم في برلين الشرقية و كان والديه يعملا في تصميم الخرائط. عندما كان توم في سن السادسة جعلته والدته يجرى أول تجربة أداء له وقد مثل في الفيلم الألماني الشرقي ساعة الحقيقة (بالألمانية:Stunde der Wahrheit ) عام 1988. تعلم توم في مدرسة يوهان لينون الثانوية. حصل توم على دور في مسرحية ظل القمر (بالألمانية:Schlagschatten des Mondes) بعد ان اجتاز تجارب الأداء التي أجراها المخرج توماس هايزه في مدرسة توم وكان توم يبلغ في ذلك الوقت اثتني عشر عامًا. مثل مع المخرج فيرنر شروتير في دور كارمن-مايا أنطوني (بالألمانية: Carmen-Maja Antoni ) و مع المخرج بيرنهارد كلاوس في مسرحية حياة جاليليوا (بالألمانية :Leben des Galilei) و أيضًا مع المخرج شتيفان لوزيه في دراما أمير هامبورغ (بالألمانية:Prinz von Homburg). كان يفترض لتوم أن يدرس فن الرسم و لكن كان التمثيل أحب إليه.
وبعد العديد من الأدوار المسرحية شارك توم في مسلسل تاتورت في حلقة أطفال العنف (بالألمانية: Kinder der Gewalt). حصل على شهادة الثانوية الألمانية في عام 2001 من ثانوية يوهان- لينون في برلين. مثل مع روبرت شتادلوبر في فيلم جنون ( Crazy ) عام 2000 الذي مقتبس عن رواية الكاتب الألماني بنيامين ليبرت، ومثل توم مرة أخرى مع روبرت في فيلم تبذير شبابك (بالألمانية : Verschwende deine Jugend) عام 2003 و فيلم الشاة السوداء (بالألمانية :Schwarze Schafe) والذي لعب فيه توم وروبرت دور أخين يدرسان في برلين. مثل توم بجانب الممثل ماكس ريميلت في فيلم نابولا - نخبة من أجل القائد (بالألمانية :Napola – Elite für den Führer )، وكان هذا الدور ثاني دور رئيس له. في عام 2006 حصل توم على منحة في معهد لي شتراسبرج للمسرح والسينما في نيورك، وفي العام ذاته أصبح أبًا لولد.
مثل توم دور البطولة في الفيلم الكوميدي روبيرت تسيمار يتعجب من الحب (بالألمانية:Robert Zimmermann wundert sich über die Liebe) للمخرج ليندر هاوسمن، في عام 2009 لعب توم دور شخصية أدولف هتلر في شبابه في فيلم كفاحي (بالألمانية:Mein Kampf ) للمخرج جيورج تابوري والفيلم مستوحى من المسلسل الدرامي كفاحي.
حصل توم على كثير من الاستحسان خلال فيلم الدراما والكوميديا ياإلهي يا ولد! (بالألمانية: Oh Boy ) للمخرج يان-أوليه جيرستر، و حصل توم في الفيلم على البطولة ولعب شخصية شاب من برلين تارك الدراسة وليس لديه أي هدف، فاز توم بجائزة الفيلم البفاري وجائزة الفيلم الألماني من أجل هذا الدور. و رُشح أيضًاإلى جائزة النقد السينمائي الألمانية وجائزة الفيلم الأوروبي لعام 2014 عن فئة أفضل ممثل.
في الرابع عشر من نوفمبر عام 2013 كُرم توم بجائزة بامبي.
يعيش توم في منطقة برنسلاور برج في برلين. في عام 2014 رُزق بطفله الثاني والذي يُعد الطفل الأول له ولزوجته المخرجة أني موزهباخ، و في مطلع عام 2017 وُلدت ابنتهما.
إن توم عضو في اتحاد التمثيل (بالألمانية:Bundesverband Schauspiel ).
بجانب التمثيل فإن توم مغني في فرقة توم شيلينج وأطفال الجاز (بالألمانية: Tom Schilling & The Jazz Kids) التي بدأت أولى جولاتها الغنائية في مايو 2017.

## الأعمال

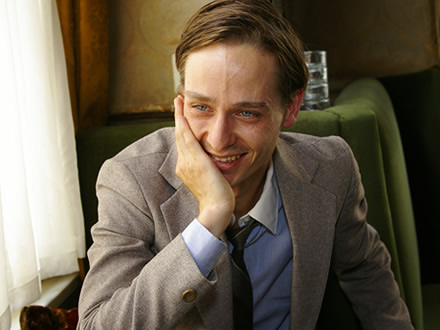
توم شيلينج في فيينا عام 2008

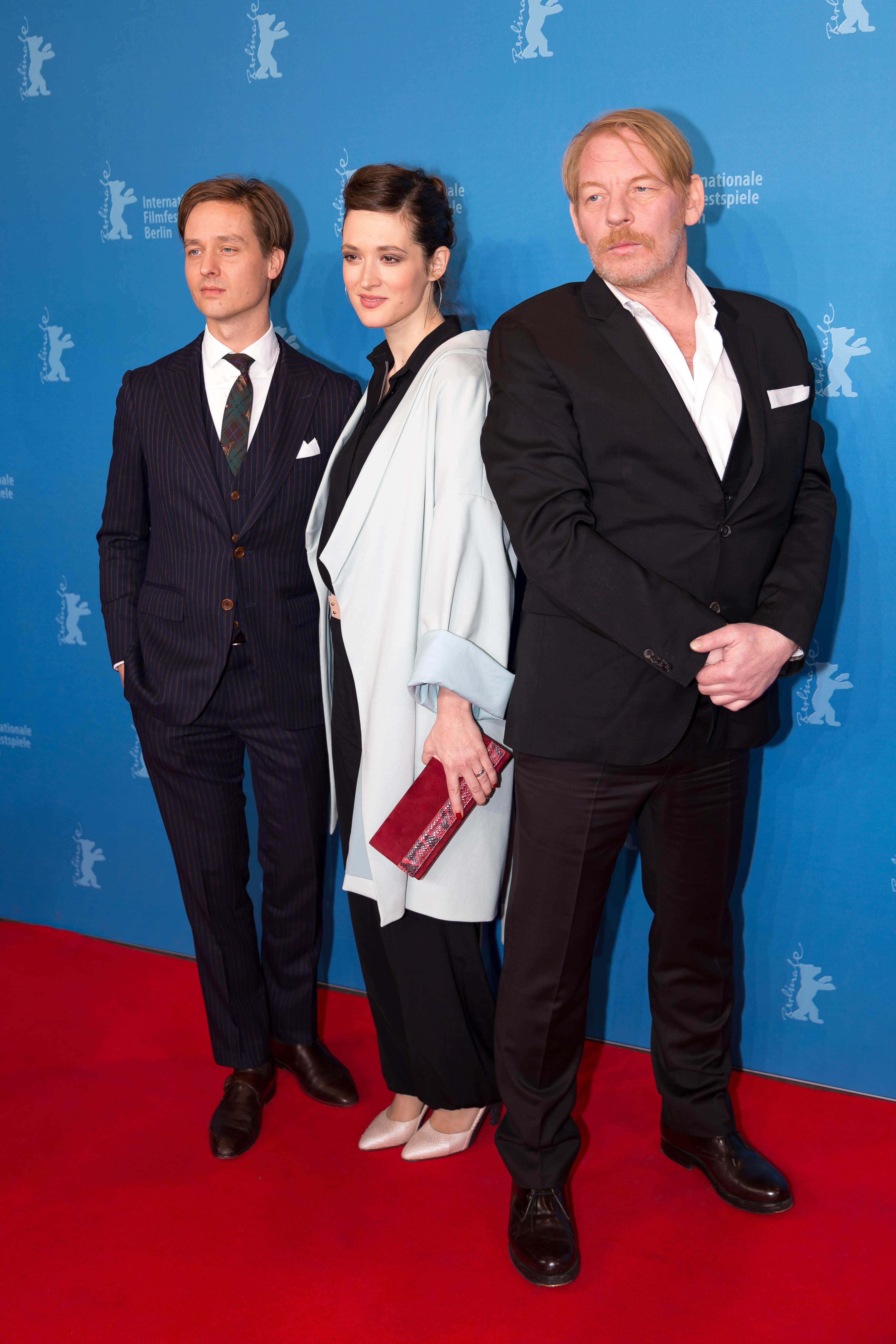
توم شيلينج وفريدريكا بيشت وبين بيكر خلال (من اليسار لليمين) مهرجان برلين السينمائي عام 2017

| العمل | السنة | ملاحظات                                                       |
| --- | ----- | ------------------------------------------------------------- |
| ساعة الحقيقة (Stunde der Wahrheit )                                                                                   | 1988  | فيلم                                                          |
| مرحبًا العم دوك (Hallo, Onkel Doc! )                                                                                   | 1996  | مسلسل تلفزيوني، ظهر في حلقة Manege frei                       |
| المُسمى متعة (Der heiße Genuss)                                                                                        | 1998  | فيلم قصير                                                     |
| تاتورت | 1999  | حلقة أطفال العنف (Kinder der Gewalt)                          |
| شارفنلاند | 1999  | فيلم                                                          |
| جنون ( Crazy ) | 2000  | فيلم                                                          |
| يمكن للسماء أن تنتظر (Der Himmel kann warten)                                                                         | 2000  | فيلم                                                          |
| تاتورت | 2001  | مسلسل، ظهر في حلقة: أنت ميت! (Tot bist du!)                   |
| عقل في الرأس (Herz im Kopf)                                                                                           | 2001  | فيلم                                                          |
| مُثير (Fetisch ) | 2002  | فيلم قصير                                                     |
| ميمت (Mehmet ) | 2002  | فيلم قصير                                                     |
| أطفال المفاتيح (Schlüsselkinder )                                                                                     | 2002  | فيلم قصير                                                     |
| لأنني جيد (Weil ich gut bin)                                                                                          | 2002  | فيلم                                                          |
| فايشاي (Weichei ) | 2002  | فيلم قصير                                                     |
| تبذير شبابك (Verschwende deine Jugend)                                                                                | 2003  | فيلم قصير                                                     |
| أنجز وإخوته (Agnes und seine Brüder)                                                                                  | 2004  | فيلم                                                          |
| محطم الغرور (Egoshooter)                                                                                              | 2004  | فيلم                                                          |
| قصير- الفيلم (Kurz – Der Film)                                                                                        | 2004  | فيلم                                                          |
| نابولا - نخبة من أجل القائد (Napola – Elite für den Führer )                                                          | 2004  | فيلم                                                          |
| المعركة الأخيرة (Die letzte Schlacht)                                                                                 | 2005  | فيلم                                                          |
| أنجز وإخوته (Agnes und seine Brüder)                                                                                  | 2004  | فيلم                                                          |
| تاتورت- أين ماكس جرافت؟ (Tatort – Wo ist Max Gravert?)                                                                | 2005  | فيلم                                                          |
| جسيم أساسي (Elementarteilchen)                                                                                        | 2006  | فيلم                                                          |
| العدو في الداخل ( Der Feind im Inneren)                                                                               | 2006  | فيلم                                                          |
| الشاة السوداء (Schwarze Schafe)                                                                                       | 2006  | فيلم                                                          |
| فيجالد (Wigald ) | 2006  | فيلم قصير                                                     |
| كاه ديه ديه ( KDD) | 2007  | مسلسل، ظهر في خمس حلقات                                       |
| بجانب الأثر (Neben der Spur)                                                                                          | 2007  | فيلم                                                          |
| أشخاص بسطاء ( Einfache Leute)                                                                                         | 2007  | فيلم                                                          |
| لماذا لاينصت الرجال ولماذا السيدات لا يمكنهن قراءة الخرائط (Warum Männer nicht zuhören und Frauen schlecht einparken) | 2007  | فيلم                                                          |
| روبيرت تسيمار يتعجب من الحب ( Robert Zimmermann wundert sich über die Liebe)                                          | 2008  | فيلم                                                          |
| تاتورت | 2008  | مسلسل، حلقة الوداع المبكر (Der frühe Abschied)                |
| اعتراف القتل (Mordgeständnis)                                                                                         | 2008  | فيلم                                                          |
| مجمع بادر ماينهوف (Der Baader Meinhof Komplex)                                                                        | 2008  | فيلم                                                          |
| كفاحي (Mein Kampf )                                                                                                   | 2009  | فيلم                                                          |
| بلوخ (Bloch ) | 2009  | مسلسل، ظهر في حلقة موت صديق (Tod eines Freundes)              |
| كين فولتس أيزفيبر (Ken Folletts Eisfieber)                                                                            | 2010  | فيلم                                                          |
| تاتورت | 2010  | مسلسل، ظهر في حلقة في نهاية اليوم (Am Ende des Tages)         |
| أنا ورينجو وبوابة العالم ( Ich, Ringo und das Tor zur Welt)                                                           | 2010  | فيلم                                                          |
| زوكز كولن (SOKO Köln)                                                                                                 | 2010  | مسلسل، ظهر في حلقة اتحاد من أجل الحياة ( Ein Bund fürs Leben) |
| نداء الشرطة 110 (Polizeiruf 110)                                                                                      | 2011  | مسلسل، حلقة الابنة المختفية (Die verlorene Tochter )          |
| تاتورت | 2011  | مسلسل، شارك في حلقة التهجين (Auskreuzung)                     |
| ياإلهي يا ولد! (Oh Boy )                                                                                              | 2012  | فيلم                                                          |
| لودفيش الثاني (Ludwig II.)                                                                                            | 2012  | فيلم تاريخي                                                   |
| الألدون.ملحمة عائلية ( Das Adlon. Eine Familiensaga)                                                                  | 2012  | مسلسل، ظهر في حلقتين                                          |
| انذار سمك القرش على موجلزيه (HHai-Alarm am Müggelsee)                                                                 | 2013  | فيلم                                                          |
| أمهاتنا وآباؤنا (Unsere Mütter, unsere Väter)                                                                         | 2013  | مسلسل                                                         |
| فويتسك (Woyzeck) | 2013  | فيلم                                                          |
| من أنا- لا يوجد نظام آمن (Who Am I – Kein System ist sicher)                                                          | 2014  | فيلم                                                          |
| فن الحب | 2014  |                                                               |
| السيدة التي ترتدي الذهب (Die Frau in Gold)                                                                            | 2015  | فيلم                                                          |
| الجناح الفرنسي- لحن الحب (Suite française – Melodie der Liebe )                                                       | 2015  | فيلم                                                          |
| موت الهيبين!! فليحيا الثوريون (Tod den Hippies!! Es lebe der Punk )                                                   | 2015  | فيلم                                                          |
| من على مسافة قريبة | 2016  | فيلم                                                          |
| الضحايا- لاتنسوني أبدًا(Die Opfer – Vergesst mich nicht)                                                               | 2016  | مسلسل تلفزيوني                                                |
| السماء ذاتها ( Der gleiche Himmel)                                                                                    | 2017  | مسلسل تلفزيوني                                                |
| مُؤلَف بدون مُؤلِف (Werk ohne Autor)                                                                                      | 2018  | فيلم                                                          |

## الجوائز
- جائزة الفيلم البفاري لعام 2000 لفيلم جنون لفئة أحسن ممثل
- جائزة أونديني لعام 2005 عن فئة جائزة الجمهور و فئة أحسن شخصية ممثبة شابة
- جائزة مهرجان الأفلام الدولية لعام 2012 لدوره في فيلم ياإلهي يا ولد!
- جائزة الفيلم الألماني لعام 2013
- جائزة رجل العام 2013
- جائزة الفيلم البفاري 2013
- جائزة بامبي عام 2013

## الوصلات الخارجية
- توم شيلينج على موقع IMDb (الإنجليزية)
- توم شيلينج على موقع روتن توميتوز (الإنجليزية)
- توم شيلينج على موقع مونزينجر (الألمانية)
- توم شيلينج على موقع ألو سيني (الفرنسية)
- توم شيلينج على موقع ميوزك برينز (الإنجليزية)
- توم شيلينج على موقع أول موفي (الإنجليزية)
- توم شيلينج على موقع قاعدة بيانات الأفلام السويدية (السويدية)
- توم شيلينج على موقع ديسكوغز (الإنجليزية)
- توم شيلينج على موقع قاعدة بيانات الفيلم (الإنجليزية)
- توم شيلينج على موقع كينوبويسك (الروسية)
- صفحة توم شيلينع على موقع IMDb
- صفحة توم شيلينج على موقعfilmportal.de
- مقابلة مع توم شيلينج